# BT Tower

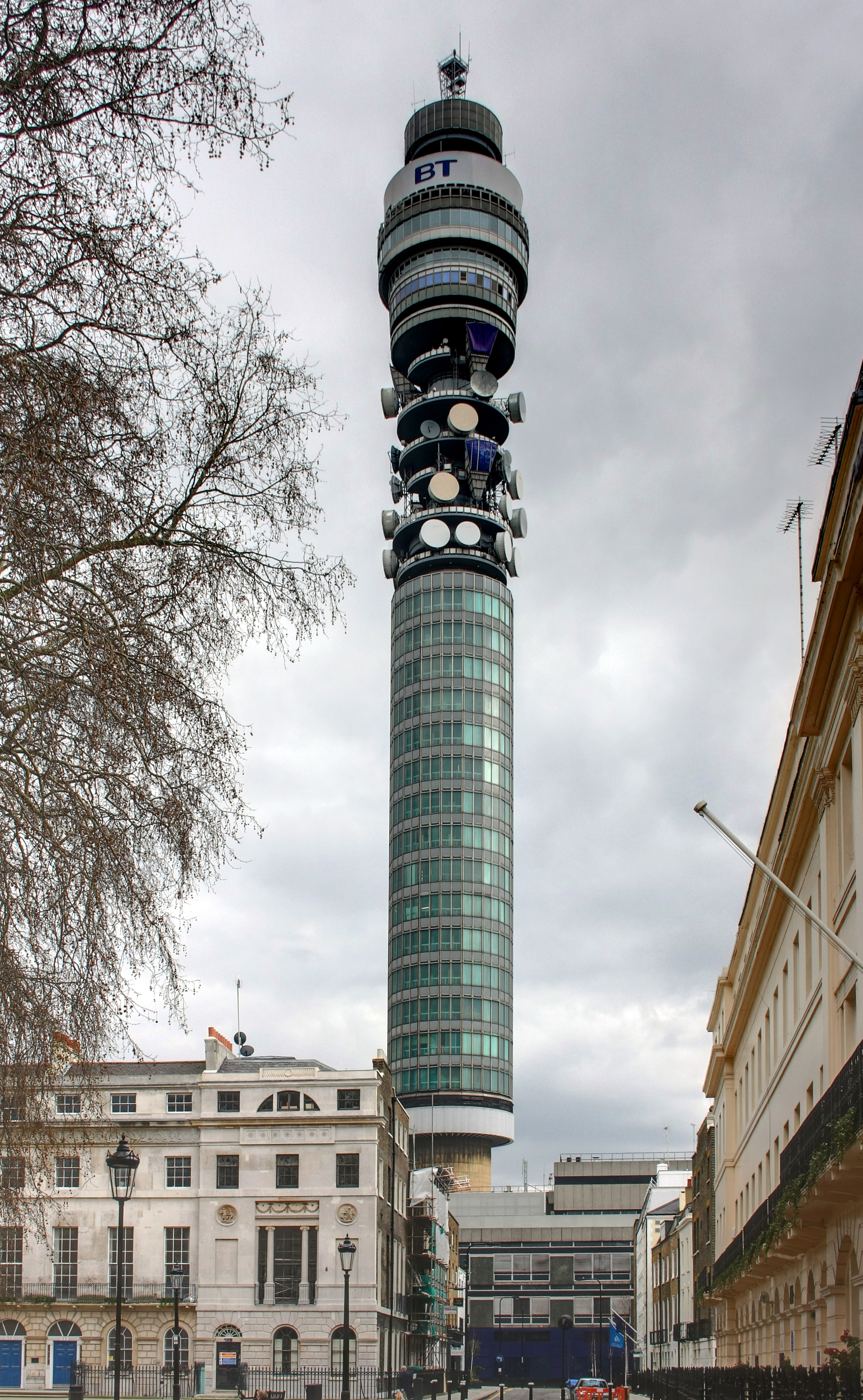
BT Tower sett från Conway Street

BT Tower, tidigare känt som Post Office Tower, invigdes den 8 oktober 1965 i London, Storbritannien. 
Det var sin tids högsta byggnad i England, med en höjd på 188 meter. Det hade en roterande restaurang och utsiktsgalleri; den senare tvingades stänga för allmänheten 1971, då en misstänkt IRA-bomb exploderade på herrtoaletten.
Restaurangen stängdes 1980 men återöppnades tillfälligt 2015.